# Park Bohumila Hrabala
Park Bohumila Hrabala je park vznikající od roku 2017 v brněnské městské části Židenice. Přístupný je z ulic Balbínova (zde se v domě č. 47 v roce 1914 Bohumil Hrabal narodil) a Ve Vinohradech.
Park se rozkládá na svahu Židenického kopce v prostorech zahrádkářské kolonie zvané Plecinkáry, jejíž pozemky jsou vykupovány a proměňovány na rekreační parkovou plochu s ovocným sadem, mobiliářem a drobnými artefakty. Ideový záměr, realizovaný na zakázku radnice městské části studenty Fakulty architektury VUT, počítá též s vybudováním rozhledny na vrcholu kopce.
Od přelomu let 2017 a 2018 zdobí některé stromy v parku vyřezávané sovičky od výtvarníka Tima.

## Galerie

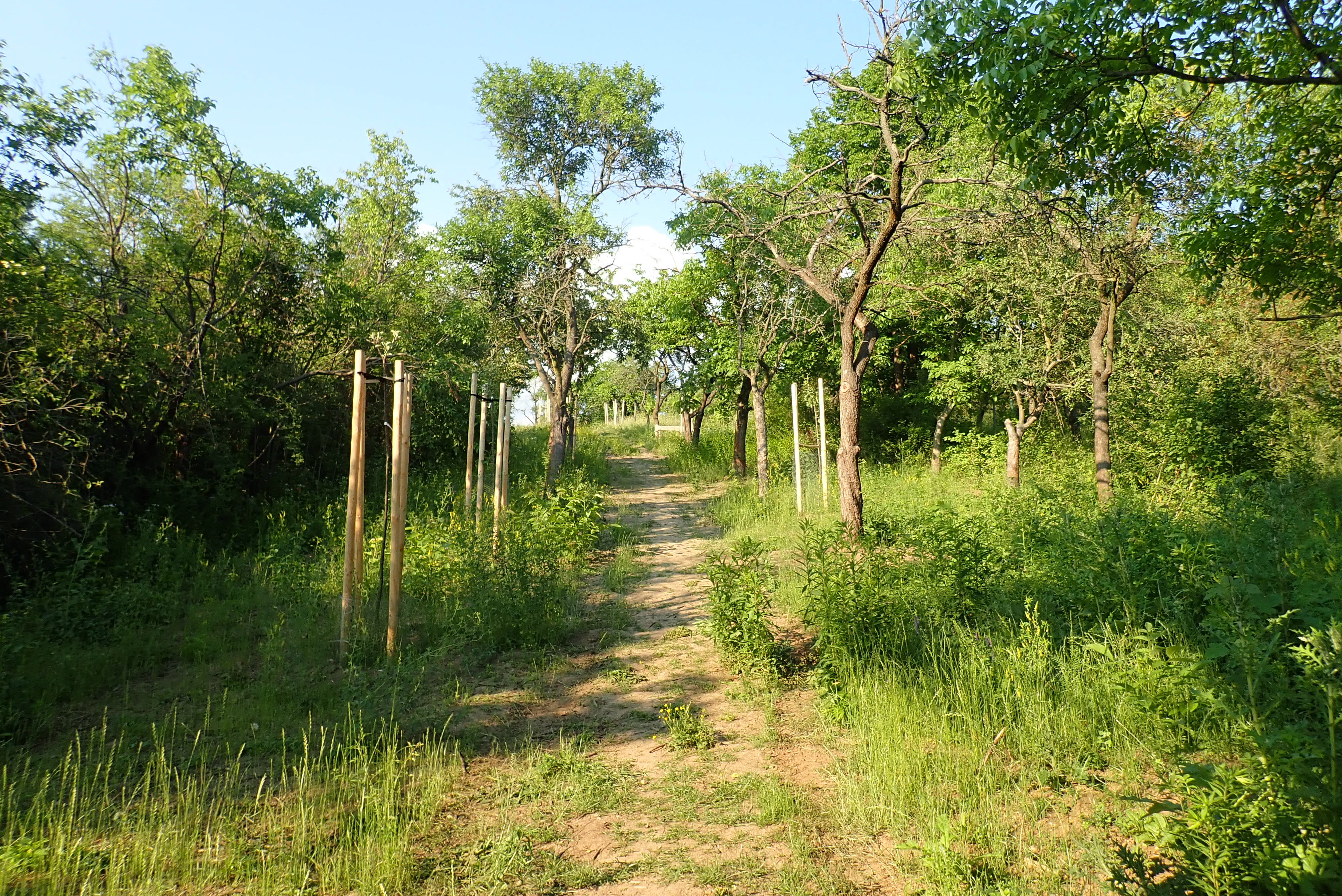
Celkový pohled na park
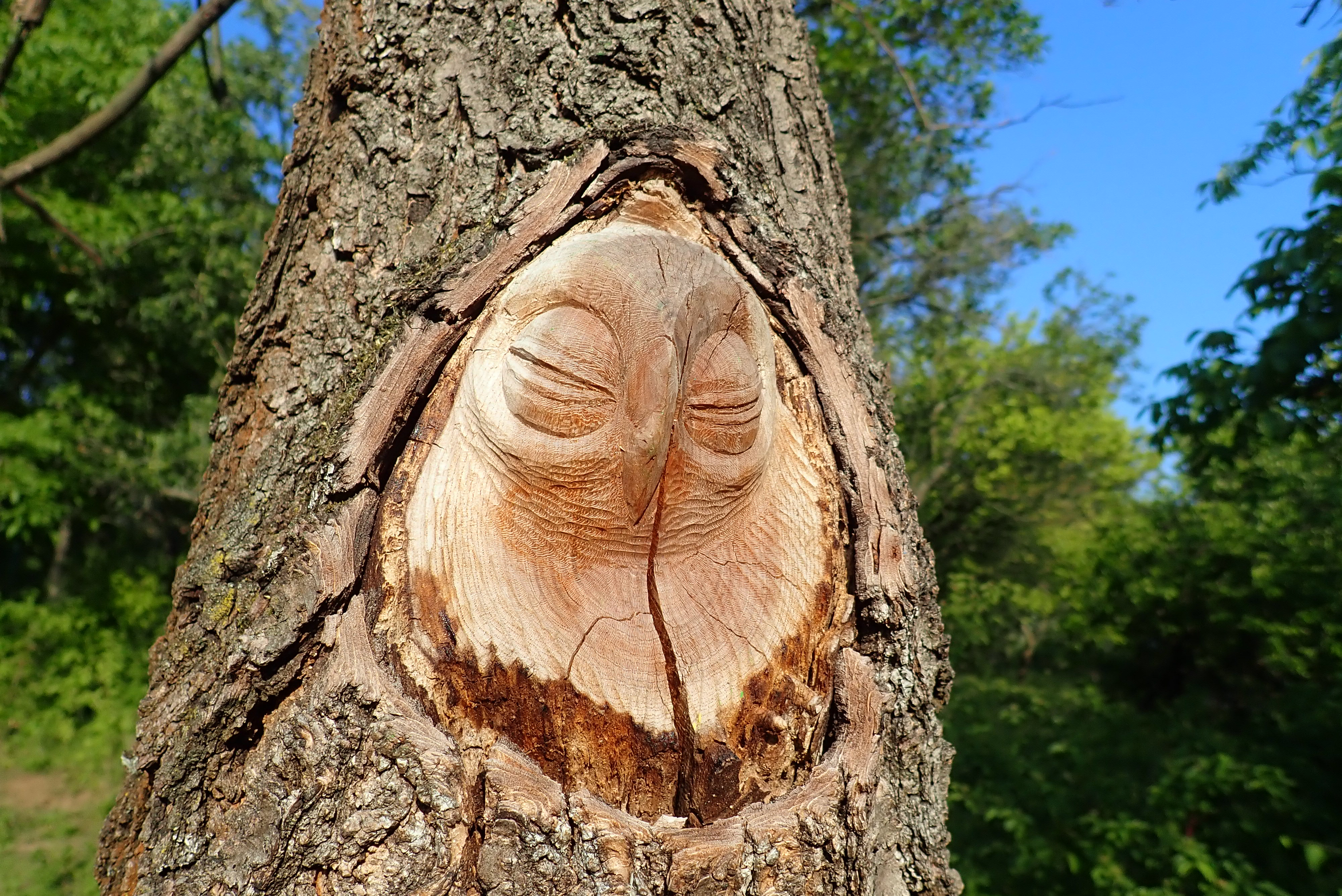
Vyřezávaná sovička v parku